# 莱翁库尔 (上莱茵省)
莱翁库尔（法語：Levoncourt，发音：[levɔ̃kuʁ]；德语：Luffendorf）是法国上莱茵省的一个市镇，属于阿尔特基什区（Altkirch）阿尔特基什县（Altkirch）。该市镇总面积5.28平方公里，2009年时的人口为255人。

## 人口
莱翁库尔人口变化图示